# Vřesovice (Morávia do Sul)
Vřesovice é uma comuna checa localizada na região de Morávia do Sul, distrito de Hodonín.